# Institut financière pour les œuvres de Développement
 (février 2025).
L'Institut financier pour les œuvres de Développement (IFOD SA) est une société de microfinance de droit congolais, initiée par la conférence épiscopale nationale du Congo (CENCO). Son objectif principal est de participer et de favoriser le développement socio-économique de la population congolaise en fournissant des services financiers adaptés aux besoins des communautés locales.

## Mission et vision
La mission de l'IFOD SA est de fournir à tous, jeunes et vieux, femmes et hommes, des services financiers de proximité adaptés et de qualité, afin de leur permettre de participer activement au développement d'une société congolaise responsable. L'institution vise à contribuer à une société solidaire, responsable, capable de se prendre en charge et de mener une vie saine et équilibrée, orientée vers le développement intégral de l'homme.

## Produits et services
L'IFOD SA propose une gamme variée de produits et services financiers, notamment :
- Comptes d'épargne : Permettent aux clients de sécuriser et de fructifier leur argent, avec des conditions avantageuses telles que l'absence de frais pour les deux premiers retraits du mois et l'octroi d'intérêts sur le solde.
- Comptes courants : Offrent un nombre illimité de retraits avec un forfait mensuel de tenue de compte, adaptés aux besoins des entreprises.
- Dépôts à terme (DAT) : Comptes bloqués générant des intérêts sur des périodes déterminées, allant de 4 à 12 mois.
- Crédits : Divers types de crédits sont proposés, tels que le crédit commercial de groupe, le crédit aux petites et moyennes entreprises (PME), le crédit salaire pour les clients dont l'IFOD SA assure le paiement des salaires, et le crédit diocésain spécialement conçu pour les structures de l'Église Catholique en République Démocratique du Congo.
- Services additionnels : Transfert de fonds, paiement des salaires, réseau d'agents bancaires (IFODCASH), carte prépayée VISA IFOD, carnet de procuration et application mobile « IFOD COLOMBE ».

## Réseau et implantation
L'IFOD SA vise à couvrir l'ensemble du territoire de la République Démocratique du Congo à travers l'ouverture d'agences dans les principales provinces ecclésiastiques et de points de service dans les diocèses de l'Église Catholique. Actuellement, l'institution dispose de deux agences, l'une à Kinshasa et l'autre à Lubumbashi, ainsi que de deux points de service à Kinshasa situés dans les campus de l'Université Catholique du Congo.

## Valeurs fondamentales
Les valeurs de l'IFOD SA sont fondées sur les principes suivants :
- Le client est roi et le service est de haute qualité.
- Intégrité.
- Travail en équipe et leadership.
- Professionnalisme et compétence.

Ces valeurs guident l'institution dans sa mission de fournir des services financiers adaptés aux besoins des communautés locales, contribuant ainsi au développement socio-économique de la République Démocratique du Congo.